# Coleco Telstar
 Ovo je glavno značenje pojma Coleco Telstar. Za druga značenja pogledajte Telstar (razdvojba).
Coleco Telstar ime je za obitelj igraćih konzola koje je proizvodila američka tvrtka Coleco između 1976. i 1978. godine. Prva igra bila je Telstar Pong, klon poznate atarijeve igre. Srce Telstar ponga bio je integrirani krug General Instrument AY-3-8500. Sveukupno proizvedeno je 14 vrsta Telstar konzola, a Coleco je uspio prodati preko milijun jedinica ove obitelji igraćih konzola.